# Alexitymi
Alexitymi innebär att en person har svårt att identifiera och beskriva egna och andras känslor. Ordet myntades 1972 av psykiatrikerna John Case Nemiah och Peter Sifneos från grekiskans prefix ἀ- ('icke'), λέξις, lexis ('ord') samt θυμός, thymos ('själ, känsla'), vilket betyder 'avsaknad av ord för känslor'. Graden av alexitymi kan skattas med standardiserade frågeformulär. 
Alexitymi förekommer vid flera psykiska sjukdomar och diagnoser, såväl diagnoser som anses medfödda som sådana som anses reaktiva. Därför förekommer ingen samsyn huruvida det är ett personlighetsdrag eller ett tillstånd.
Tillståndet att inte kunna ge verbala uttryck för känslor har beskrivits allt sedan psykologins födelse, såsom ett symtom på flera psykiska störningar. En tidig, psykodynamisk förklaring, var att tillståndet uppkom vid ambivalens och motstridigheter i personens begreppsvärld. Det kom med tiden att förklaras som en störd utveckling ifråga om att finna symboliska representationer för känslor och att tillståndet hade en psykosomatisk komponent.
Sifneos ansåg att alexitymi berodde på en allmän svårighet att finna symboliska representationer för känslor, inte bara ifråga om att finna orden utan att detta även manifesterade sig i drömmar och fantasier. Detta, menade Sifneos, tog sig uttryck i vissa beteenden, som impulsivitet, självvald social isolering och att börja strunta i sig själv. Alexitymi ansågs leda till oönskade affektiva tillstånd; att personen saknade verbala uttryck för känslor skulle leda till att personen skulle söka andra kanaler för att få utlopp för känslorna. Medan repression (tillbakahållande av känslor) och förnekande är två försvarsmekanismer som personer kan använda för att tränga undan oönskade känslor, är känslorna vid alexitymi inte nödvändigtvis traumatiska, vad som kännetecknar alexitymi är en oförmåga att få djupare begrepp för känsloreaktioner.
Till alexitymi hör dels en svårighet att identifiera känslor, till exempel att avläsa andras ansiktsuttryck eller förstå sin inre spänning inför vissa stimuli (förstå varför man är arg, eller förstå att man är det). Dels finns en nedsatt förmåga att koppla känslor till symboliska representationer (till exempel ord), att koppla ord som "glädje", "ilska" eller "begär" till motsvarande känsla. Dels antas personer med alexitymi ha ett tankeliv som är externt orienterat istället för att tankelivet upptas av fantasier (pensée opératoire ), de är som regel därav fantasilösa[källa behövs].
Graden alexitymi kan uppskattas med standardiserade test, som Toronto Alexithymia Scale (TAS-20). Sådana test har dock kritiserats för att vara språk- och kulturbundna, och ge missvisande resultat på personer med nedsatt självinsikt, lägre utbildning, i olika åldrar och olika kön.
Det finns en komorbiditet mellan alexitymi och depression och ångest. Alexitymi kan förekomma vid bland annat Aspergers syndrom, vid långvarig smärta, posttraumatiskt stressyndrom och drogmissbruk